# 회천초등학교 (전남)
회천초등학교는 대한민국 전라남도 보성군 회천면 율포리에 있는 공립 초등학교이다.

## 학교 연혁
- 1923년 9월 1일 회천공립보통학교 개교(설립인가 6월 20일)
- 1938년 4월 1일 회천공립심상소학교로 교명 변경
- 1941년 4월 1일 회천공립국민학교로 교명 변경
- 1981년 3월 5일 병설유치원 개원
- 1996년 3월 1일 회천초등학교로 개칭
- 1998년 3월 1일 군농초등학교 본교로 통폐합
- 2007년 3월 1일 회천동초등학교 본교로 통폐합
- 2020년 2월 14일 제95회 11명 졸업(총 4,629명)
- 2020년 3월 1일 제33대 황은미 교장 부임
- 2025년 3월 1일 회천서초등학교 본교로 통폐합

## 참고 자료
- 회천초등학교 - 한국교육학술정보원 학교알리미